# セレン化ゲルマニウム
セレン化ゲルマニウム()は、GeSeの化学式を持つ化合物である。黒色結晶粉末で、結晶構造は斜方晶であるが、650℃で立方晶に変化する。
セレン化ゲルマニウム結晶を成長させるために、密閉して熱したアンプルの端でセレン化ゲルマニウム粉末を気化させ、熱していないもう一方の端で凝集させる。通常の結晶は小さく、主に気体の対流のために不規則に成長するが、スカイラブ内の無重力で対流の少ない環境では、地上で成長する結晶より10倍も大きくなり、見た目にも欠陥のない結晶ができる。